# Шура-Копиевская
Шура-Копиевская (укр. Шура-Копіївська) — село на Украине, находится в Тульчинском районе Винницкой области.
Код КОАТУУ — 0524387001. Население по переписи 2001 года составляет 1233 человека. Почтовый индекс — 23622. Телефонный код — 4335.
Занимает площадь 3,48 км².
В селе находится старообрядческая церковь в честь Рождества Пресвятой Богородицы Киевской епархии Русской православной старообрядческой церкви.

## Известные уроженцы и жители
В селе родились:
украинский физик В. С. Гвоздецкий;
Герой Советского Союза К. Г. Клименко;
Доктор наук, заслуженный деятель науки УССР в области криогенного гироскопа, ведущий специалист в области криогенных приборов Колодеев Иван Дмитриевич Архивная копия от 24 июля 2018 на Wayback Machine (29.09.1926—17.08.1994).

## Адрес местного совета
23622, Винницкая область, Тульчинский р-н, с. Шура-Копиевская, ул. Ленина, 70